# Transbór
Transbór es un pueblo de Polonia, en Mazovia.  Se encuentra en el distrito (Gmina) de Latowicz, perteneciente al condado (Powiat) de Mińsk. Se encuentra aproximadamente 8 km al oeste de Latowicz, a 21 km al sureste de Mińsk Mazowiecki, y a 53 km  al sureste de Varsovia. Su población es de 397 habitantes.
Entre 1975 y 1998 perteneció al voivodato de Siedlce.